# Amor en el laboratorio
Amor en el laboratorio (en hangul, 감자연구소; romanización revisada, Gamjayeonguso; literalmente, «Instituto de Investigación de la Patata») es una serie de televisión surcoreana del género comedia romántica, escrita por Kim Ho-soo, dirigida por Kang Il-soo, y protagonizada por Lee Sun-bin, Kang Tae-oh, Lee Hak-joo y Kim Ga-eun. Se emitió por el canal tvN del 1 de marzo al 6 de abril de 2025, en horario de sábados y domingos a las 21:20 (hora local coreana). También estará disponible internacionalmente en la plataforma Netflix.

## Sinopsis
Seonnyeo Foods y Wonhan Retail, del que forma parte el Instituto de Investigación de la Patata, se fusionan, y So Baek-ho, el director de la oficina de planificación estratégica, tiene un plan que quiere ejecutar. Para ello se traslada al laboratorio de patatas, donde se aparece ante Mi-kyung, una investigadora para quien las patatas son toda su vida. Él es un director estricto, de sólidos principios y corazón frío, y lo que sucede a continuación viene a demostrar que el amor puede germinar en los lugares más inesperados, incluso entre un hombre y una mujer completamente opuestos.

## Reparto

### Principal
- Lee Sun-bin como Kim Mi-kyung, una investigadora loca por las patatas.[2][3][4]

- Kang Tae-oh como So Baek-ho, director de innovación de Wonhan Retail.[2][5]
- Lee Hak-joo como Park Ki-se, exnovio de Mi-kyung, y director ejecutivo de la división de planificación estratégica de Wonhan Retail.[6]

### Secundario
- Kim Ga-eun como Lee Ong-joo, la mejor amiga de Mi-kyung desde hace ya veinte años, hasta el punto de que la siguió hasta la remota Gangwon-do. Es escritora de románticas novelas web.[7][8][5]

- Shin Hyun-seung como Kim Hwan-kyung, el hermano menor de Mi-kyung, dueño de la casa de huéspedes Positive King, donde solo se alojan Ong-joo y su propia hermana, que lo mantiene bajo su firme disciplina.[9][10]
- Jung Shin-hye como Yoon Hee-jin, la única amiga de Baek-ho y exmujer de Ki-se.

#### Personal del Instituto de Investigación de la Patata
- Yoo Seung-mok como Boo Jae-joong, el legendario veterano del laboratorio.[11]

- Kwak Ja-hyung como Ko Jung-hae, el autoproclamado director hipster.[11]

- Woo Jung-won como Joo Seung-hee, subdirectora. Ha sido la que más ha contribuido al trabajo en equipo del Instituto de Investigación de la Patata.[11]

##### Trío Jangchung-dong
- Kim Ji-ah como Jang Seul-gi, la mayor del «trío Jangchung-dong», una adjunta que siempre está buscando cambiar de trabajo.[11]

- Yoon Jung-seop como Lee Choong-hyun, el que fue miembro más joven del Instituto de Investigación de la Patata, que escapó de allí después de solo tres años de permanencia.[12]

- Nam Hyun-woo como Kwon Hee-dong, el nuevo y entusiasta empleado del Instituto de Investigación de la Patata.[11][13]

#### Otros
- Lee Dae-yeon como el monje Seongju, padre de Mi-kyung.
- Kim Kyu-chul como Hong Soon-ik, exdirector del Instituto de Investigación de la Patata.
- Lee Sang-hee como el Sr. Lee Jang-byun, un nativo cuya familia ha vivido en Yeongeul-ri durante generaciones.

## Producción
Amor en el laboratorio es una producción de Chorokbaem Media para tvN, canal que la anunció como «un romance cómico cálido, suave, crujiente, colorido y curativo». El guion está escrito por Kim Ho-soo, y la dirección corre a cargo de Kang Il-soo. Ambos habían colaborado previamente en Solomon's Perjury (2016-17) y Goo Hae-ryung, la historiadora novata (2019). Para la guionista, la trama nace de la pregunta «¿qué tipo de historia nacerá cuando se encuentren elementos que parecen completamente incompatibles?». El encanto de la serie, por tanto, «radica en la línea emocional de los personajes principales que no se enamoran fácilmente. Es un “romance de montaña rusa" que te hace sentir emocionado, luego mareado, luego agradecido y luego con ganas de golpear a alguien». El director considera como punto clave el proceso por el que dos personas que nunca deberían llevarse bien acaban enamorándose.
El 18, de marzo de 2024 un portavoz de la agencia de Kang Tae-oh, Man of Creation, anunció que este estaba considerando positivamente aparecer en la serie. El 14 de mayo se confirmó la producción, así como los nombres de los dos protagonistas Kang Tae-oh y Lee Sun-bin. Para Kang se trata de su primer trabajo tras haber recibido la licencia del servicio militar, que cumplía desde septiembre de 2022, el 19 de marzo. Estaba previsto que el rodaje iniciara en breve.
El 22 de enero de 2025 el equipo de producción distribuyó imágenes de la lectura del guion. El 4 de febrero publicó un cartel de grupo. El 6 lanzó dos avances en vídeo dedicados a los dos personajes principales. Cuatro días más tarde publicó un cartel de la misma pareja. El día 13 distribuyó algunos fotogramas de ambos, y al día siguiente un nuevo tráiler. El 18 lanzó los carteles de personajes para cinco de ellos, los de los tres protagonistas más los de Kim Ga-eun y Shin Hyun-seung. Por otra parte, la serie se presentó a través de dos programas de entretenimiento emitidos en el mismo canal el 22 y el 23 de febrero, con la intervención de algunos de los miembros del reparto técnico y artístico.

## Audiencia
| Temporada | Temporada | Episodio número | Episodio número | Episodio número | Episodio número | Episodio número | Episodio número | Episodio número | Episodio número | Episodio número | Episodio número | Episodio número | Episodio número | Promedio |
| Temporada | Temporada | 1               | 2               | 3               | 4               | 5               | 6               | 7               | 8               | 9               | 10              | 11              | 12              | Promedio |
| --------- | --------- | --------------- | --------------- | --------------- | --------------- | --------------- | --------------- | --------------- | --------------- | --------------- | --------------- | --------------- | --------------- | -------- |
|           | 1         | 473             | 414             | 369             | 506             | 280             | 409             | 294             | 441             | 282             | 449             | 328             | 420             | 389      |

| Episodio | Fecha de emisión    | Índices de audiencia (Nielsen Korea) | Índices de audiencia (Nielsen Korea) |
| Episodio | Fecha de emisión    | Nacional                             | Seúl                                 |
| --- | ------------------- | ------------------------------------ | ------------------------------------ |
| 1 | 1 de marzo de 2025  | 1,705 % (5.ª)                        | 1,744 % (3.ª)                        |
| 2 | 2 de marzo de 2025  | 1,811 % (3.ª)                        | 1,906 % (2.ª)                        |
| 3 | 8 de marzo de 2025  | 1,4 % (13.ª)                         | 1,551 % (6.ª)                        |
| 4 | 9 de marzo de 2025  | 2,003 % (3.ª)                        | 1,883 % (2.ª)                        |
| 5 | 15 de marzo de 2025 | 1,1 % (16.ª)                         | 1,133 % (5.ª)                        |
| 6 | 16 de marzo de 2025 | 1,632 % (5.ª)                        | 1,639 % (2.ª)                        |
| 7 | 22 de marzo de 2025 | 1,298 % (8.ª)                        | 1,376 % (4.ª)                        |
| 8 | 23 de marzo de 2025 | 2,000 % (2.ª)                        | 1,570 % (4.ª)                        |
| 9 | 29 de marzo de 2025 | 1,1 % (18.ª)                         | 1,447 % (6.ª)                        |
| 10 | 30 de marzo de 2025 | 1,920 % (3.ª)                        | 1,712 % (3.ª)                        |
| 11 | 5 de abril de 2025  | 1,200 % (11.ª)                       | 1,272 % (9.ª)                        |
| 12 | 6 de abril de 2025  | 1,791 % (3.ª)                        | 1,714 % (2.ª)                        |
| Promedio | Promedio            | 1,58 %                               | 1,58 %                               |
| - En la tabla superior, los números azules representan las calificaciones más bajas y los números rojos representan las más altas. - Esta serie se transmite en un canal de cable/televisión de pago, que normalmente tiene una audiencia menor respecto a las emisoras de televisión públicas/gratuitas (KBS, SBS, MBC y EBS). |                     |                                      |                                      |